# Batu khan
Batu, eller Batu khan, cirka 1205–1255, var en mongolledare och krigarhövding som ledde mongolväldets invasion av Östeuropa.

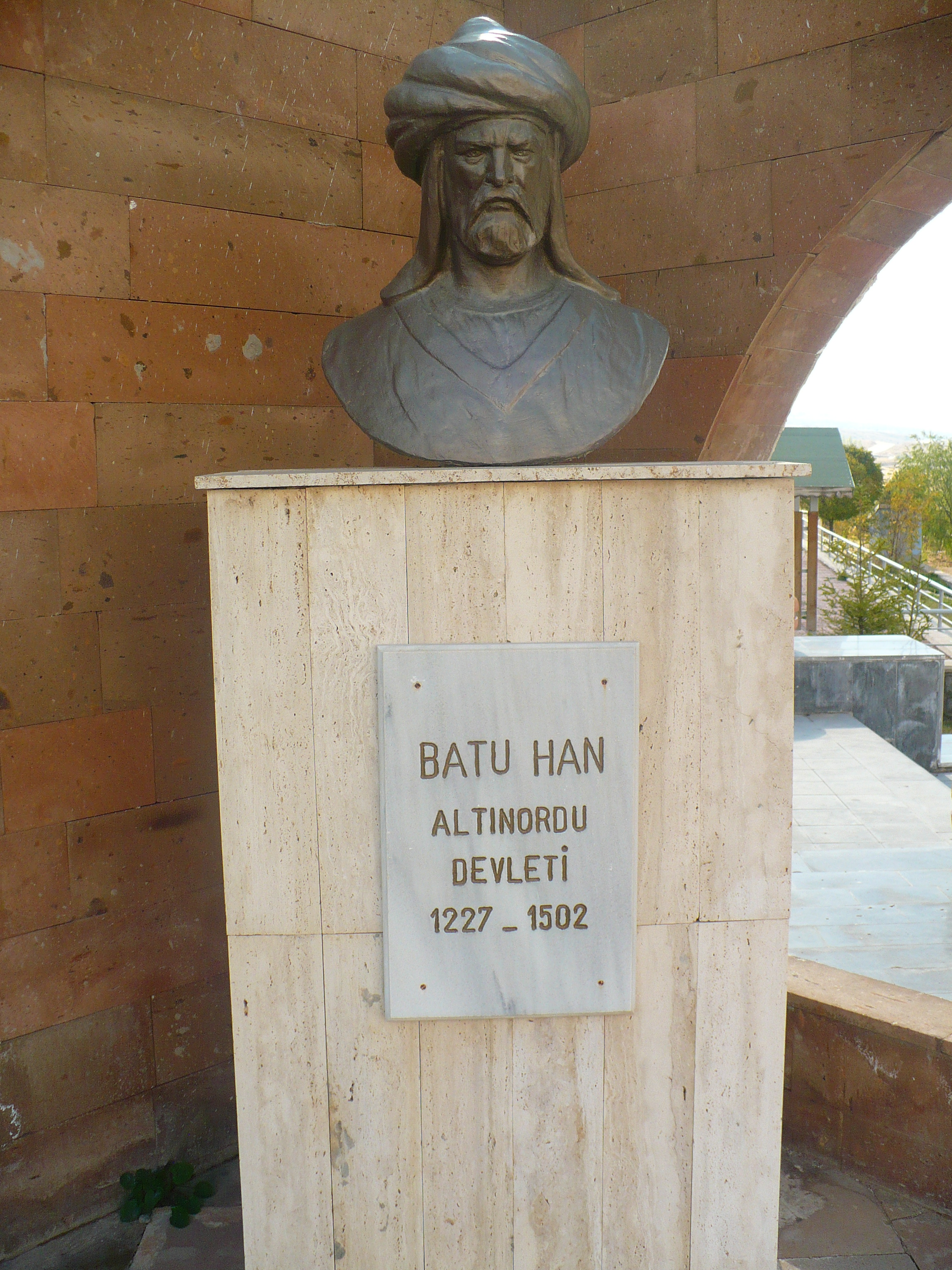

Han var son till Jochi och sonson till Djingis khan. Batu grundade Blå horden, som senare blev Gyllene horden, och blev ledare för det vid riksförsamlingen 1235 beslutade fälttåget mot Europa, kuvade 1236 Volgabulgariska riket och underlade sig 1237–1240 Kievrus, i nuvarande Ukraina och Ryssland, och trängde ända fram till Schlesien, Ungern och Dalmatien, men återvände 1241. Fälttåget ledde till Kievrus och senare Galiziens underkastelse under mongolerna. Inom det mongoliska väldet hade Batu en betydande maktställning, och var efter storkhanen Güyük khans död omkring 1248 ett slags riksföreståndare till den på Bakus förslag till storkhan utropade Möngke 1251 formellt erkändes som sådan. Möngke och Baku innehade därefter en likvärdig maktställning inom det mongoliska väldet.